# Aérodyne
« Aérodyne » est l'hyperonyme englobant les aéronefs « plus lourds que l’air », ou plutôt, plus denses que l'air, dont la sustentation est principalement assurée par une force aérodynamique, la portance d'une voilure fixe (avion, planeur) ou tournante (hélicoptère, autogire).
Les aérodynes se distinguent des aérostats (ballons ou dirigeables), qui sont sustentés par la poussée d'Archimède d'un gaz « plus léger que l’air ».

## Types d'aérodynes

### Aérodynes à voilure fixe
La portance des avions et des planeurs est fournie par leur vitesse ; Ferdinand Ferber cite : « L'ascension (la portance) est une fleur qui naît de la vitesse ». Le plus répandu est l’avion. La masse de ces appareils varie de l'ULM de moins de 450 kg propulsé (motorisé) par un moteur de quelques dizaines de kW jusqu'à l'avion de transport de plusieurs centaines de tonnes. Les planeurs n'ont pas de propulseur (pas de moteur) ; ils avancent sous l'effet de la composante de poussée (opposée à la traînée) de la portance de leur aile. Une aile est un système propulsif quand la résultante des forces aérodynamiques passe en avant de la verticale et fournit une poussée (avions et planeurs en descente). En descente, leurs ailes transforment leur énergie potentielle en vitesse et en portance.

### Aérodynes à voilure tournante
Le plus répandu est l'hélicoptère, dont la voilure tournante assure à la fois la portance et la poussée nécessaire à la translation.
L'autogire, qui a connu un développement significatif dans les années 1930, dispose d'une voilure tournante entraînée par le mouvement de translation généré par la poussée d'une hélice propulsive.

### Convertibles
Les convertibles utilisent simultanément ou séparément les deux modes de sustentation. La voilure tournante est utilisée pour le décollage ou l'atterrissage vertical ; celle-ci est ensuite escamotée ou basculée pour assurer la propulsion.